# Baldet (cràter)
|  | Aquest article tracta sobre un cràter de la Lluna. Si cerqueu un cràter de Mart, vegeu «Baldet (cràter marcià)». |

Baldet és un cràter d'impacte lunar que es troba en l'hemisferi sud de la cara oculta de la Lluna. Es troba a la regió inundada de lava entre els cràters Cori al nord, Stoney al sud-oest, i la desgastada i emmurallada plana Minkowski cap al sud-est.
La vora de Baldet és baixa i desgastada, però en general manté la seva forma circular original. Hi ha una lleugera corba cap a fora al llarg de la vora del nord-oest, i la paret interior occidental és més àmplia que en altres llocs.
|  |  |

L'interior no té gairebé trets, i és pla per haver estat inundat per la lava, i té una albedo més baix que l'entorn, amb un to més fosc. Un cràter més petit va trencar la vora oriental, deixant un espai en el qual es creuen els dos cràters que s'ha cobert de lava. Un cràter palimpsest de grandària similar es troba just dins de la vora nord, produint un anell elevat en la superfície del cràter. Un altre formació similar es troba just fora de la vora meridional de Baldet.

## Cràters satèl·lit
Per convenció aquests elements són identificats en els mapes lunars posant la lletra al costat del punt mitjà del cràter que està més prop de Baldet.
|        | \| Baldet \| Coordenades \| Diàmetre \| \| ------ \| -------------------------------------- \| -------- \| \| J \| 54° 36′ S, 149° 30′ O / 54.6°S,149.5°O \| 17 km \| |          |
| Baldet | Coordenades | Diàmetre |
| J      | 54° 36′ S, 149° 30′ O / 54.6°S,149.5°O | 17 km    |